# 엘렉트라 (플레이아데스)

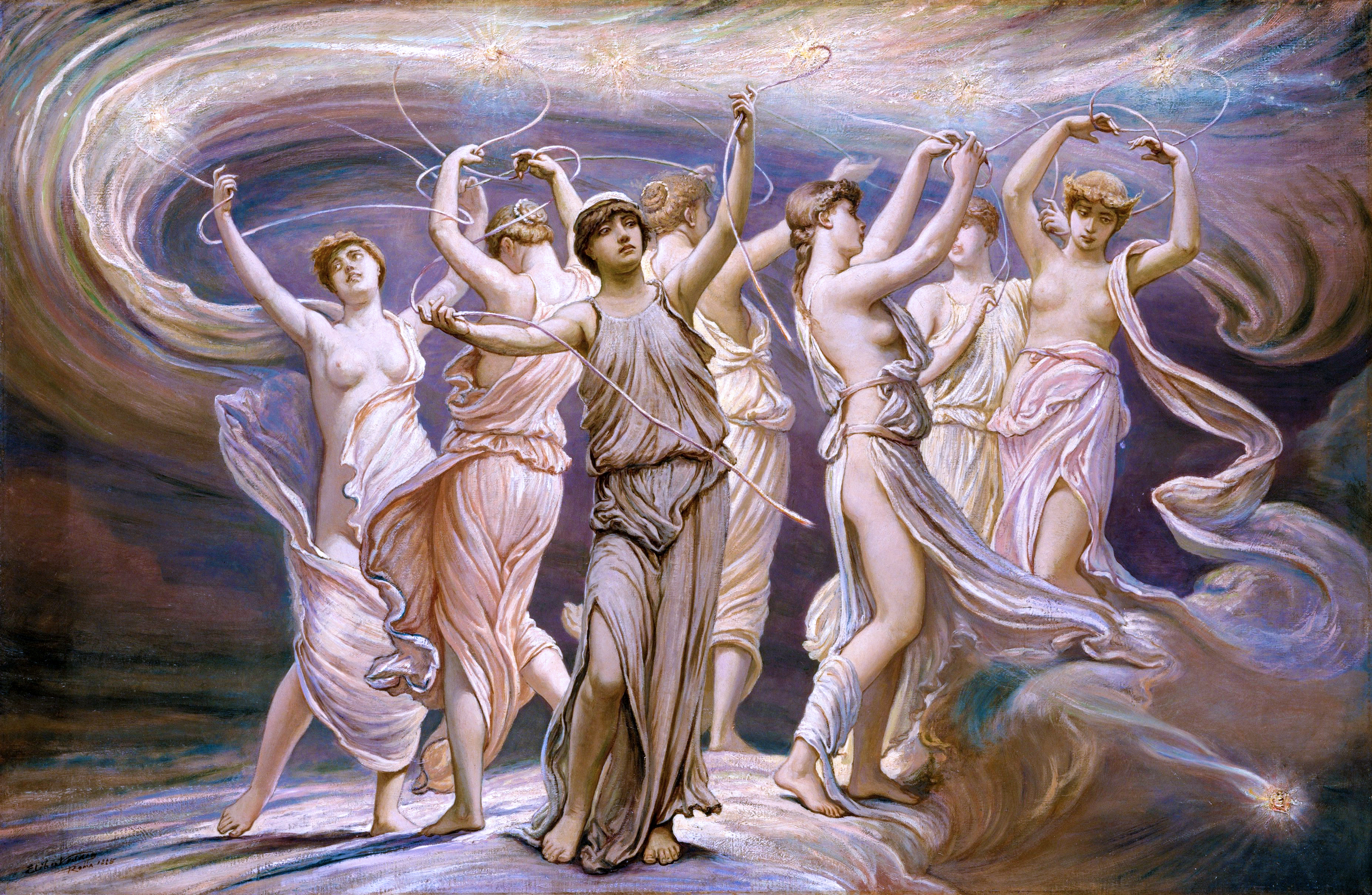

엘렉트라는 아틀라스와 플레이오네의 딸인 플레이아데스중 한 명으로, 제우스의 아들인 다르다노스와 이아시온을 낳았다.

## 다르다노스와 이아시온
다르다노스는 소아시아 해안의 땅에 트로이아의 전신인 다르다니에라는 도시를 세워 트로이아 왕가의 시조가 되었고, 이아시온은 농업의 여신 데메테르와 결합하여 부의 신 플루토스를 낳았다.